# Le Sortilège du scorpion de jade
Pour plus de détails, voir Fiche technique et Distribution.
Le Sortilège du scorpion de jade (The Curse of the Jade Scorpion) est un film américain écrit et réalisé par Woody Allen, sorti en 2001.

## Synopsis
C. W. Briggs est l'enquêteur vedette de la compagnie North Coast, quand le patron de celle-ci, Chris Magruder, confie à Betty Ann Fitzgerald — récemment entrée dans la firme et qui est par ailleurs secrètement sa maîtresse — une mission de modernisation et de rentabilisation des ressources. Une guerre des nerfs s'installe entre Briggs et Fitzgerald, qui décrie ses méthodes « archaïques ».
Au cours d'une soirée de cabaret à laquelle ils sont tous conviés, le magicien Voltan hypnotise les deux ennemis et conduit ensuite C. W. Briggs après son réveil, à participer, sous hypnose et à son insu, à une série de cambriolages facilités par la connaissance des dossiers d'assurance des personnes cambriolées.

## Fiche technique
Sauf indication contraire, les informations mentionnées dans cette section peuvent être confirmées par les bases de données cinématographiques IMDb et Allociné,  présentes dans la section « Liens externes ».
- Titre original : The Curse of the Jade Scorpion
- Titre français : Le Sortilège du scorpion de jade
- Réalisation : Woody Allen
- Scénario : Woody Allen
- Direction artistique : Tom Warren
- Décors : Santo Loquasto
- Costumes : Suzanne McCabe
- Photographie : Zhao Fei
- Son : Gary Alper, Michael Barry, Robert Hein
- Montage : Alisa Lepselter
- Production : Letty Aronson
  - Production déléguée : Stephen Tenenbaum
  - Coproduction : Helen Robin
  - Coproduction déléguée : Charles H. Joffe, Jack Rollins et Datty Ruth
- Sociétés de production :
  - États-Unis : Gravier Productions, présenté par DreamWorks Pictures
  - Allemagne : en association avec VCL Communications
- Sociétés de distribution : DreamWorks Distribution (États-Unis) ; Ottfilm (Allemagne)[1] ; BAC Films (France)[2] ; Pathé (Suisse romande)[1]
- Budget : 33 millions USD[3],[4]
- Pays de production :  États-Unis[5],[N 1]
- Langues originales : anglais, français
- Format : couleur (Technicolor / DuArt) — 35 mm — 1,85:1 (Panavision) — son DTS (Mono) / Dolby Digital (Mono) / SDDS (Mono)
- Genre : comédie
- Durée : 103 minutes
- Dates de sortie[6] :
  - États-Unis : 5 août 2001 (Festival du film de Hollywood) ; 24 août 2001 (sortie nationale)
  - France, Suisse romande : 5 décembre 2001[7],[8]
  - Allemagne : 6 décembre 2001
  - Belgique : 27 février 2002[9]
- Classification[10] :
  - États-Unis : accord parental recommandé, film déconseillé aux moins de 13 ans (PG-13 - Parents Strongly Cautioned)[N 2]
  - Allemagne : enfants de 6 ans et plus (FSK 6)
  - France : tous publics[11]
  - Belgique : tous publics (Alle Leeftijden)[9]
  - Suisse romande : interdit aux moins de 7 ans[12]
  - Québec : tous publics (G - General Rating)[13]

## Distribution
- Woody Allen (VF : Jean-Luc Kayser) : C. W. Briggs
- Dan Aykroyd (VF : Richard Darbois) : Chris Magruder
- Helen Hunt (VF : Danièle Douet) : Betty Ann Fitzgerald
- Charlize Theron (VF : Françoise Cadol) : Laura Kensington
- Brian Markinson (VF : Franck Capillery) : Al
- Wallace Shawn : George Bond
- John Schuck (VF : Jean-Pierre Moulin) : Mize
- David Ogden Stiers (VF : Bernard Dhéran) : Voltan
- Elizabeth Berkley : Jill
- Carole Bayeux : Margot, l'assistance du magicien

## Production

### Bande originale
- In A Persian Market, par Wilbur De Paris
- Sophisticated Lady, par Duke Ellington
- Two Sleepy People, par Earl Hines
- Tuxedo Junction, par Dick Hyman
- How High the Moon, par Hyman
- Flatbush Flanagan, par Harry James
- Sunrise Serenade, par Glenn Miller

## Accueil

### Accueil critique
Lors de la cérémonie de The Stinkers Bad Movie Awards en 2001, Woody Allen a été nommé pire couple à l'écran avec toutes les actrices plus jeunes de plusieurs décennies.

### Box-office
Le film a rapporté 18 914 307 $ dans le monde.

## Récompense
- Festival international du film fantastique de Catalogne 2001 : Meilleur film[14]

## Éditions en vidéo
En France, le film Le Sortilège du scorpion de jade est sorti quatre fois en DVD le 4 septembre 2002, le 1er janvier 2004, le 21 octobre 2004 et le 12 juin 2006. Le film est également sorti en VOD le 8 juin 2017.

## Postérité
Des années après, Woody Allen avouera sa honte envers ce film : « J'ai fait un travail de sagouin (…). Et le plus humiliant, c'est que j'y suis moi-même très mauvais. (…) Ce film est une catastrophe dont je suis entièrement responsable. ».
La chanteuse française Dimie Cat rend hommage au réalisateur à travers le film Le Sortilège du scorpion du jade dans son titre Woody Woody, tiré de l'album ZigZag.